# 内湾航道
内湾航道是北美洲太平洋西北地區沿岸一連串海峽與水道的總稱，從美國阿拉斯加州東南沿海一路延伸至華盛頓州的薩利希海。

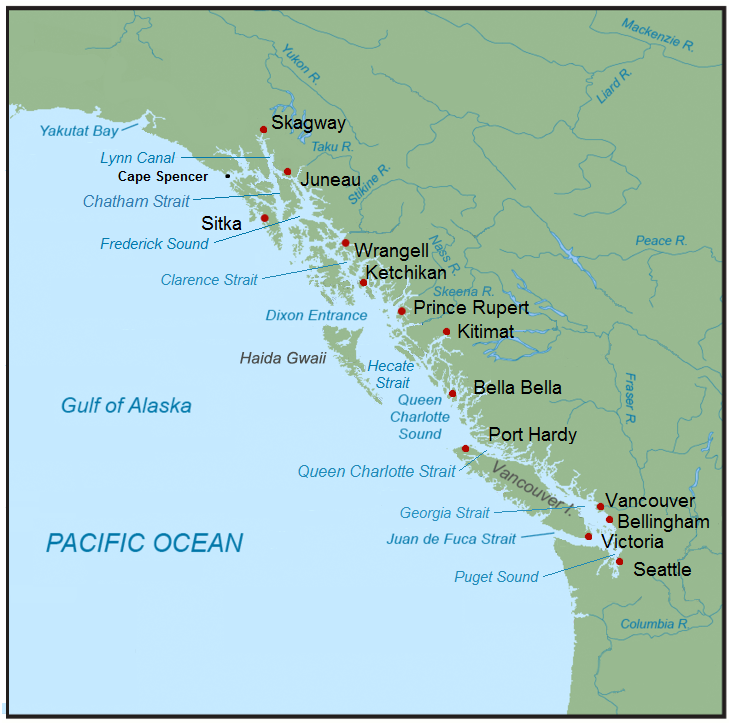
太平洋西北地區的水道

内湾航道北起阿拉斯加的林恩水道和查塔姆海峽，往東南方向涵蓋了弗雷德里克灣、克拉倫斯海峽、迪克森海峽，並包含分隔海達瓜依與加拿大本土的赫卡特海峽以及南方的夏洛特王后灣，再往東南經過溫哥華島東北與東方的狹窄水道，最後抵達薩利希海海域以及普吉特灣。